# Elevation Worship
Elevation Worship est un groupe de rock chrétien et de musique chrétienne contemporaine évangélique, formé en 2007 à Charlotte, États-Unis.

## Histoire
Le groupe a été fondé en 2007 à Charlotte, aux États-Unis au sein d'Elevation Church. Le pasteur Steven Furtick fait partie des auteurs des chansons. The Sound est sorti comme album indépendant en 2007, We Are Alive en 2008, God With Us en 2009 et Kingdom Come en 2010. Kingdom Come a été le premier album du groupe à percer au Billboard, le plaçant No. 5  comme Heatseekers, No. 42 comme album indépendant et au No. 17 comme album chrétien.
En 2011, Elevation Worship a signé avec Essential Records . For the Honor, est sorti le 21 novembre 2011.  L'album a été No. 1 comme Heatseekers No. 19 comme album chrétien, et No. 193. au Billboard. Nothing Is Wasted est sorti le 19 février 2013,. Only King Forever, leur troisième album sur Essential, est sorti le 14 janvier 2014. Here as in Heaven a été enregistré également au Time Warner Cable Arena et est sorti le 5 février 2016. En 2021, leur album Graves into Gardens sorti en 2020, a été numéro 1 au Hot Christian Songs du Billboard.
Selon une étude de Worship Leader Research publiée en 2023, les chansons du groupe ont fait partie des 25 licences de chansons les plus populaires utilisées par les églises entre 2010 et 2020 .

## Discographie

### Albums indépendants
- 2007: The Sound
- 2008: We Are Alive
- 2009: God With Us
- 2010: Kingdom Come

### Albums sous label
- 2011: For the Honor
- 2013: Nothing Is Wasted
- 2014: Only King Forever
- 2014: Wake Up the Wonder
- 2016: Here as in Heaven
- 2017: There Is a Cloud
- 2018: Hallelujah Here Below
- 2019: Paradoxology
- 2020: Graves into Gardens
- 2021: Old Church Basement
- 2022: Lion
- 2023: Can You Imagine?

## Récompenses
En 2024, au cours de son histoire, le groupe avait reçu 1 Grammy Award  et 8 Dove Awards.

### Dove Awards
| Année | Intitulé                                                         | Catégorie                                          | Résultat   |
| ----- | ---------------------------------------------------------------- | -------------------------------------------------- | ---------- |
| 2015  | Wake Up the Wonder                                               | Vidéo longue durée de l’année                      | Nomination |
| 2016  | Here as in Heaven                                                | Album de louange de l’année                        | Nomination |
| 2017  | O Come to the Altar                                              | Chanson de l'année                                 | Nomination |
| 2017  | O Come to the Altar                                              | Chanson de louange de l’année                      | Nomination |
| 2017  | There Is a Cloud                                                 | Album de louange de l’année                        | Nomination |
| 2017  | There Is a Cloud Live                                            | Vidéo longue durée de l’année                      | Nomination |
| 2018  | Do It Again                                                      | Chanson de louange de l’année                      | Nomination |
| 2019  | Hallelujah Here Below                                            | Album de louange de l’année                        | Nomination |
| 2019  | Hallelujah Here Below                                            | Emballage de musique enregistrée de l'année        | Nomination |
| 2020  | See a Victory                                                    | Chanson de l'année                                 | Nomination |
| 2020  | Aleluya (En La Tierra)                                           | Album de l'année en langue espagnole               | Lauréat    |
| 2020  | The Blessing (Live) (avec Kari Jobe et Cody Carnes)              | Chanson de louange enregistrée de l'année          | Lauréat    |
| 2020  | At Midnight                                                      | Album de louange de l’année                        | Nomination |
| 2021  | Graves into Gardens (et Breton Lake)                             | Chanson de l'année                                 | Nomination |
| 2021  | The Blessing (avec Kari Jobe et Cody Carnes)                     | Chanson de l'année                                 | Lauréat    |
| 2021  | Elevation Worship                                                | Artiste de l'année                                 | Nomination |
| 2021  | Tumbas A Jardines (et Breton Lake)                               | Chanson enregistrée en langue espagnole de l'année | Nomination |
| 2021  | Graves into Gardens (et Breton Lake)                             | Chanson de louange enregistré de l'année           | Lauréat    |
| 2021  | Jireh (avec Maverick City Music et Chetler Moore et Naomi Raine) | Chanson de louange enregistré de l'année           | Nomination |
| 2021  | Graves into Gardens                                              | Album de louange de l’année                        | Nomination |
| 2021  | Old Church Basement (avec Maverick City Music)                   | Album de louange de l’année                        | Lauréat    |
| 2021  | Graves into Gardens                                              | Emballage de musique enregistrée de l'année        | Lauréat    |
| 2022  | Lion                                                             | Album de louange de l’année                        | Lauréat    |
| 2022  | Lion                                                             | Emballage de musique enregistrée de l'année        | Nomination |
| 2024  | Praise                                                           | Chanson de louange enregistré de l'année           | Lauréat    |

### Grammy Awards
| Année | Intitulé                                                       | Catégorie                                                         | Résultat   |  |
| ----- | -------------------------------------------------------------- | ----------------------------------------------------------------- | ---------- |  |
| 2019  | Hallelujah Here Below                                          | Meilleur album de musique chrétienne contemporaine                | Nomination |  |
| 2021  | The Blessing (avec Kari Jobe et Cody Carnes)                   | Meilleure performance/chanson de musique chrétienne contemporaine | Nomination |  |
| 2022  | Wait on You (avec Maverick City Music)                         | Meilleure performance/chanson gospel                              | Nomination |  |
| 2022  | Jireh (avec Maverick City Music, Chetler Moore et Naomi Raine) | Meilleure performance/chanson de musique chrétienne contemporaine | Nomination |  |
| 2022  | Old Church Basement (avec Maverick City Music)                 | Meilleur album de musique chrétienne contemporaine                | Lauréat    |  |
| 2023  | Lion                                                           | Meilleur album de musique chrétienne contemporaine                | Nomination |  |